# Godepert
Godepert ou Godebert (né v. 645 - mort en 662) est roi des Lombards d'Italie de 661 à 662.

## Biographie
Fils et successeur du roi Aripert, Godepert gouverne à Milan tandis que son frère Perctarith, avec qui il partage le trône, gouverne à Pavie. Les relations entre les deux frères ne tardent pas à se détériorer. En lutte avec son frère, Godepert appelle à l'aide Grimoald, duc de Bénévent, qui intervient avec une armée mais décide de s'emparer du pouvoir ; Godepert est assassiné par Grimoald dans le palais de Pavie, après la fuite du roi Perctarith (662). Son jeune fils, le prince Raghinpert, parviendra à s'échapper. Il a été enterré à Pavie dans la basilique de Santissimo Salvatore.